# Вищі Луб'янки (ґміна)
Гміна Вищі Луб'янки (пол. Gmina Łubianki Wyższe) — колишня (1934—1939 рр.) сільська гміна Збаразького повіту Тарнопольського воєводства Польської республіки (1918—1939) рр. Центром гміни було село Вищі Луб'янки.
До складу гміни входили сільські громади: Чагарі Збаразькі, Добромірка, Грицівці, Кретівці, Нижчі Луб'янки, Вищі Луб'янки, Новий Роговець. Налічувалось 1 524 житлові будинки. 

17 січня 1940 року ґміна ліквідована у зв’язку з утворенням Збаразького району.